# Comté d'Ohio (Kentucky)
Pour les articles homonymes, voir Comté d'Ohio.
Le comté d'Ohio est un comté de l'État du Kentucky, aux États-Unis. Son siège est Hartford et sa plus grande ville est Beaver Dam.

## Histoire
Fondé en 1799, le comté a été nommé d'après le fleuve Ohio qui, à l'époque, servait de frontière au nord jusqu'en 1829.